# 關鍵字驅動測試
關鍵字驅動測試（keyword-driven testing），也稱為表格驅動測試（table-driven testing）或行動字驅動測試（action-word testing），是針對自動化測試的軟體測試方法，它將創建測試程序的步驟分為規劃及實現二個階段。

## 簡介
關鍵字驅動測試也可以用於人工測試，但其特性較適合進行自動化測試。自動測試的好處是可復用性，測試程式已在高度抽象化的層級下創建，減少維護的成本。

## 說明
關鍵字最簡單形式的定義是一個或多個最小測試步驟的集合。

### 規劃階段
準備測試所需的資源及測試工具。

#### 關鍵字的範例
- 簡單的關鍵字是針對一個物體的一個動作，例如在文字欄位中輸入用戶名稱：

| 物件                 | 動作     | 資料       |
| -------------------- | -------- | ---------- |
| 文字欄位（用戶名稱） | 輸入文字 | <用戶名稱> |

- 複雜的關鍵字是由幾個測試步驟，組合成一個有意義的動作，例如登入：

| 物件                 | 動作     | 資料       |
| -------------------- | -------- | ---------- |
| 文字欄位（域）       | 輸入文字 | <域>       |
| 文字欄位（用戶名稱） | 輸入文字 | <用戶名稱> |
| 文字欄位（密碼）     | 輸入文字 | <密碼>     |
| 按鈕（登入）         | 单击     | 左鍵单击   |

### 實現階段
實現階段依使用的框架而不同。一般自動化的工程師會提供一個有一些關鍵字（像「檢查」或「輸入」）的框架。測試者或測試工程師不需要會寫程式，只需利用規劃階段定義的關鍵字撰寫測試用例。測試會由一個依序讀取關鍵字並執行對應程式碼的程式來進行。
其他測試方式都在實現階段完成所有工作。關鍵字驅動測試不是將測試設計和測試工作分離，而是讓測試設計本身就是測試自動化。關鍵字（像「檢查」或「輸入」）會利用工具產生，也已經有對應的程式碼，因此在測試的實現過程中不需再增加工程師來撰寫測試軟體，因此關鍵字的實現已經是工具中的一部份。

## 外部連結
- Hans Buwalda, success factors for keyword driven testing.
- SAFS (Software Automation Framework Support) （页面存档备份，存于）
- Test automation frameworks （页面存档备份，存于）
- Automation Framework - gFast: generic Framework for Automated Software Testing - QTP Framework （页面存档备份，存于）